# Paratettix chopardi
Paratettix chopardi är en insektsart som beskrevs av Günther, K. 1979. Paratettix chopardi ingår i släktet Paratettix och familjen torngräshoppor. Inga underarter finns listade i Catalogue of Life.